# Pont-Sondé
Pont-Sondé est une localité d'Haïti située dans la commune de Saint-Marc (section communale de Bocozelle),  dans le département de l'Artibonite.

## Géographie
La localité de Pont-Sondé est située à un important carrefour routier formé notamment par la route nationale 1 qui relie la capitale Port-au-Prince à la seconde ville du pays, Cap-Haïtien. La localité s'est développée autour d'un pont qui franchit le fleuve Artibonite. Ce pont fut construit en 1880 et a une portée de 90 mètres.
Pont-Sondé est également un important marché qui se tient le long de la route ainsi que sur le pont.

## Histoire
De 1987 à 1989, le KOSODEPS (kombite solidarité développement de Pont-Sondé) a organisé des actions pour que Pont-Sondé soit élevé au rang de commune.
Pont-Sondé comptait une dizaine de milliers d'habitants avant le séisme d'Haïti de 2010. Depuis le village a accueilli un important flux de réfugiés.

### Massacre du3 octobre 2024
Lors de la guerre des gangs en Haïti, le 3 octobre 2024 a partir de 3 h du matin, un massacre est perpétré par le gang « Gran Grif » (Grande Griffe) comptant environ une centaine de membres, le plus puissant du département de l’Artibonite, fondé par Prophane Victor et, en 2024, dirigé par Luckson Elan, des criminels sanctionnés par le conseil de sécurité des Nations unies le 27 septembre 2024. 
Au moins 115 personnes ont été tuées, dont environ dix femmes et trois nourrissons, et au moins 50 blessés dont seize  grièvement, dont deux membres du gang touchés lors d'un échange de tirs avec la police haïtienne. Les membres du gang auraient incendié au moins 45 maisons et 34 véhicules, forçant au moins 6 270 habitants à fuir, indique le Haut-Commissariat des Nations unies aux droits de l'homme. 
Selon le porte parole d'une association locale, cette tuerie fait « suite au refus de certains chauffeurs de Pont-Sondé de payer au gang de l'argent réclamé à un poste de péage qu'il a installé sur la  nationale ».